# سیارک ۱۴۸۱۵
سیارک ۱۴۸۱۵ (به انگلیسی: 14815 Rutberg، نامگذاری:1981TH3) چهارده هزار و هشتصد و پانزدهمین سیارک کشف شده‌است که در ۷ اکتبر ۱۹۸۱ کشف شد.
قدر مطلق سیارک برابر ۲۱.۴ است.